# Мејтланд (Пенсилванија)
Мејтланд (енгл. Maitland) насељено је место без административног статуса у америчкој савезној држави Пенсилванија.

## Демографија
По попису из 2010. године број становника је 357.
| Група             | 2000.    | 2010.       |
| Белци             | 0 (0,0%) | 348 (97,5%) |
| Афроамериканци    | 0 (0,0%) | 3 (0,8%)    |
| Азијати           | 0 (0,0%) | 0 (0,0%)    |
| Хиспаноамериканци | 0 (0,0%) | 0 (0,0%)    |
| Укупно            | 0        | 357         |